# Hypérion (lune)
Pour les articles homonymes, voir Hypérion.
Hypérion (S VII Hyperion) est un satellite de Saturne découvert le 16 septembre 1848 par William Cranch Bond et son fils George Phillips Bond. Deux jours plus tard, William Lassell le découvrit indépendamment. C'est ce dernier qui le baptisa, en l'honneur d'Hypérion, Titan de la lumière (un dieu solaire archaïque), fils de Gaïa et d'Uranus, père d'Hélios (le Soleil), Séléné (la Lune) et Éos (l'Aurore).
C'est le plus grand corps céleste du système solaire dont la forme soit fortement irrégulière ; en première approximation c'est une ellipsoïde triaxial avec des axes de 355, 257 et 213 km. Hypérion est sans doute un fragment d'un objet plus grand ayant subi un impact dans un passé lointain.
Comme la plupart des lunes de Saturne, la faible densité d'Hypérion indique qu'il est principalement composé de glace avec une faible quantité de roche. Cependant, à la différence des autres lunes, Hypérion a un faible albédo (0,2 à 0,3), indiquant qu'il est couvert par une fine couche de matière sombre. Il se peut que ce soit de la matière provenant de Phœbé (bien plus sombre) qui passa au-delà de Japet[pas clair]. Hypérion est plus rouge que Phœbé, et sa couleur coïncide avec celle de la matière sombre de Japet.

## Rotation
Les images de Voyager 2 ainsi que les mesures ultérieures de photométrie terrestre indiquent que la rotation d'Hypérion est chaotique, c'est-à-dire que son axe de rotation varie si fortement que son orientation dans l'espace est impossible à prédire. Hypérion est un des seuls objets connus du système solaire dont la rotation soit chaotique, mais les simulations semblent indiquer que par le passé, d'autres satellites irréguliers ont eu un comportement similaire. Hypérion est unique par sa forme très irrégulière, son orbite très excentrique, et sa proximité avec une autre grande lune, Titan. Ces facteurs limitent les possibilités d'une rotation stable. La résonance orbitale 3:4 entre Titan et Hypérion a probablement également un impact sur la rotation chaotique du satellite. C'est en partie grâce au grand bras de levier fourni par sa forme irrégulière que les perturbations gravitationnelles dues surtout à Titan réussissent à faire basculer de façon imprévisible son axe de rotation.
La surface plus ou moins uniforme d'Hypérion est probablement due à sa rotation anormale, à la différence de la plupart des autres satellites de Saturne qui ont des hémisphères avant et arrière très distincts.

## Surface
Les photographies de Voyager 2 étaient prises de trop loin pour donner une vision précise de la surface d'Hypérion. En revanche, les images plus récentes de Cassini ont permis de comprendre la nature de cette surface.
La surface d'Hypérion est densément peuplée de cratères d'impact anguleux et profonds qui lui donnent un aspect d'éponge, dont le diamètre varie de quelques kilomètres à 20–30 km. Ces cratères se caractérisent par un rapport profondeur/diamètre élevé (∼0,3), probablement dû à la forte porosité du matériau d'Hypérion. Une autre caractéristique notable de nombreux cratères d'Hypérion est la présence de parties rectilignes sur leurs bords, leur conférant des formes polygonales. Ces formes sont probablement dues à des impacts simultanés formant des cratères voisins et à la présence de fractures/failles dans le matériau. Le plus grand cratère mesure 200 × 250 km ; sa profondeur est d'environ 35 km et il possède un pic central d'environ 100 km de diamètre et d'environ 5–7 km de hauteur au-dessus du fond du cratère.
Les matériaux de surface sont de deux types principaux : le principal est clair et composé principalement de glace d'eau, tandis que l'autre est sombre et présente des signatures spectrales d'hydrocarbures. Le type sombre s'est déposé au cœur des cratères. Par ailleurs, on y aperçoit une substance rougeâtre composée de chaînes carbonées et d'hydrogène, comme sur d’autres corps saturniens dont Japet. Hypérion est très poreux (avec un indice de porosité évalué à 0,46) et sa surface très fragile. De fait, les impacts à sa surface tendent à le comprimer tandis que les débris résultants ne retombent jamais sur lui.